# Tachina eurekana
Tachina eurekana är en tvåvingeart som först beskrevs av Henry J. Reinhard 1942.  Tachina eurekana ingår i släktet Tachina och familjen parasitflugor.
Artens utbredningsområde är British Columbia. Inga underarter finns listade i Catalogue of Life.